# Industria de Licores del Valle
La Industria de Licores del Valle (ILV) es una empresa estatal colombiana dedicada a la producción y comercialización de bebidas alcohólicas, especialmente aguardiente y ron. Fundada en 1921, la ILV es reconocida por el Aguardiente Blanco del Valle y el Ron Marqués del Valle, productos que han consolidado su presencia en el mercado nacional e internacional. La empresa tiene su sede en Palmira, Valle del Cauca, y opera bajo la administración de la Gobernación del Valle del Cauca.

## Historia
La ILV fue establecida en 1921 en la calle 8ª de Cali, con una producción inicial de 900 botellas diarias de aguardiente. En 1945, mediante la Ordenanza No. 25, se reorganizó la empresa para mejorar su infraestructura y capacidad productiva. Posteriormente, en 1968, la ILV adquirió el carácter de organismo autónomo y descentralizado, permitiéndole operar como una Empresa Industrial y Comercial del Estado con personería jurídica y patrimonio independiente.
Con el crecimiento de la demanda, la planta se trasladó a Palmaseca, en Palmira, donde actualmente cuenta con instalaciones y tecnologías para la producción de sus licores.

## Productos
La ILV ofrece una variedad de productos que reflejan la tradición y cultura del Valle del Cauca:
- Aguardiente Blanco del Valle: Disponible en versiones Tradicional, Sin Azúcar, Fiesta y Night, este aguardiente es un símbolo de identidad regional.

- Aguardiente Origen del Valle: Una línea premium lanzada en 2024, con tres variantes:
  - Atardecer: Aroma fresco y cítrico, inspirado en los atardeceres del Valle.
  - Fusión: Aroma cítrico y refrescante, representando la diversidad cultural de la región.
  - Nocturno: Aroma suave de hierbas y dulzura, evocando las noches estrelladas del Valle.[3]

- Ron Marqués del Valle: Ron añejado disponible en presentaciones de 3, 8 y 15 años, reconocido por su calidad y sabor distintivo.

## Compromiso ambiental
La ILV ha implementado iniciativas sostenibles, como la instalación de una granja solar para generar energía limpia y reducir su huella de carbono, reafirmando su compromiso con el medio ambiente y el desarrollo sostenible de la región.

## Reconocimientos
En 2021, la ILV fue destacada por la Asociación Colombiana de Industrias Licoreras (ACIL) como una de las empresas más eficientes en la venta de aguardiente, logrando un crecimiento en ventas a pesar de los desafíos económicos.